# 前根
神経解剖学において、前根（ぜんこん、英: ventral root）は、脊髄神経の神経根のうち遠心性運動神経根のこと。腹根（ふくこん）ともいう。脊髄の前外側から出て硬膜を貫き、末梢側（脊椎の椎間孔を出るところ）で同じ高位の髄節から出た後根と合わさって脊髄神経となる。

## 前根の運動神経線維
前根を構成する神経線維の多くは、脊髄前角の一般体性遠心性神経の軸索で、太く（径9-13μm）髄鞘を持ち、Aα線維と呼ばれる。それ以外に細い有髄神経線維もあり、これはAγ運動神経の軸索で筋紡錘の錐内筋線維を支配する。これに対してAα線維が支配する骨格筋線維を錐外筋線維と呼ぶ。またT1（第一胸髄）からL2（第二腰髄）までとS2（第二仙髄）からS4までの前根には、もう一種類の細い有髄神経線維がある。これは脊髄側角にある中間外側核に神経細胞体を持つ神経の軸索で、一般内臓遠心性神経線維すなわち交感神経節前線維であり、B線維とも呼ばれる。この線維は後根と合わさった脊髄神経から分岐する白交通枝を通り、交感神経幹に達してそこにある神経節に入る。

## 前根の感覚神経線維
前根には遠心性神経（運動神経）の軸索だけが存在するというのが古典的な考えだったが（ベル・マジャンディーの法則）、今ではヒトやネコを含めた一部の哺乳類で、前根にも多くの求心性神経（感覚神経）の軸索があることがわかっている。この軸索はほとんど無髄線維で、一部のものは直接脊髄に入っていることが確かめられているが、すべてがそうかはわかっていない。またこの感覚線維の働きも今のところ明らかにはされていない。

## 追加画像

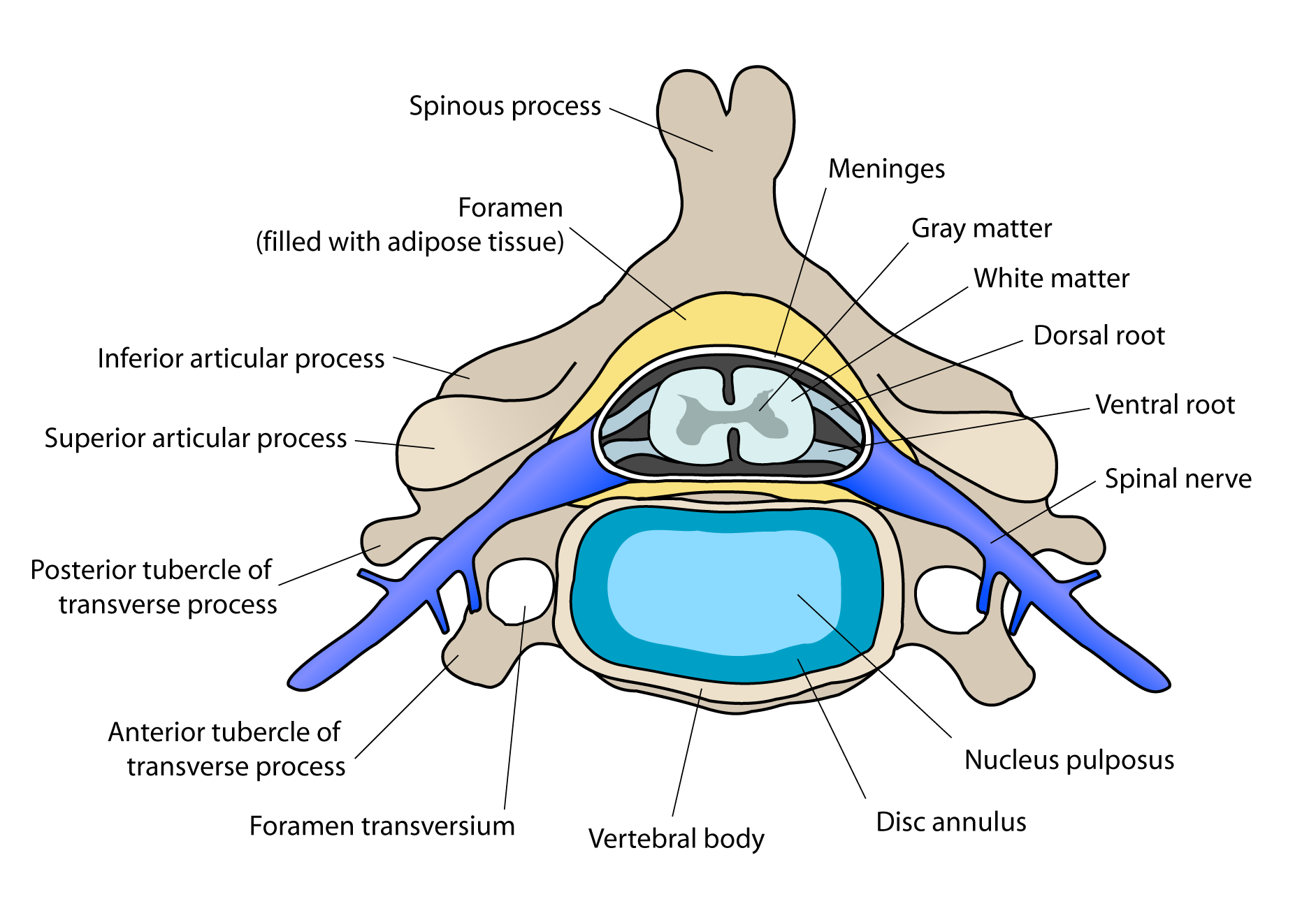
頸椎の横断面。
脊髄横断面
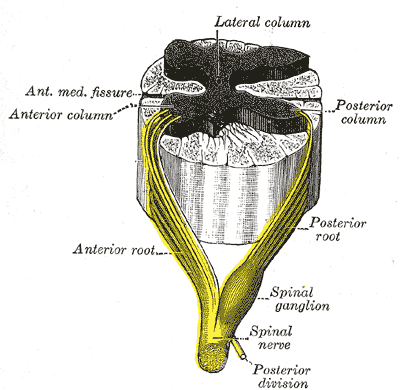
脊髄神経と前根および後根。
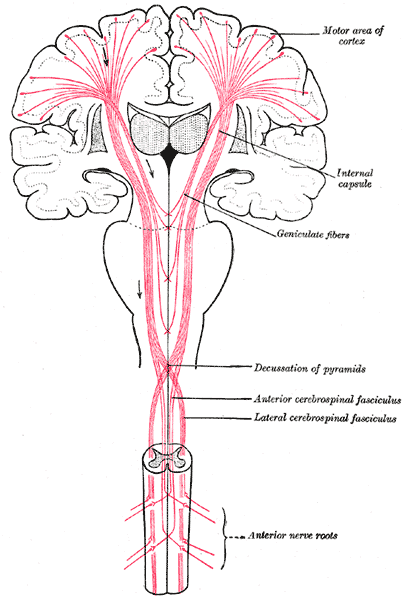
皮質脊髄路。
脊髄横断面と髄膜の模式図。
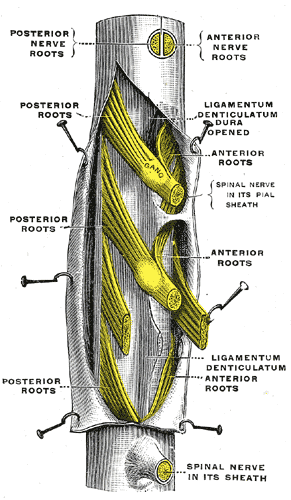
脊髄の一部の右側面。硬膜を切開して神経根を示す。
一般的な脊髄神経の構造の模式図。前根、後根と交通枝の関係を示す。